# جامع عائشة الراجحي
جامع عائشة الراجحي بمكة هو مسجد كبير تمتلكه شركة سليمان بن عبد العزيز الراجحي الوقفية التابعة لشركة أوقاف سليمان الراجحي القابضة تم افتتاحه في 22 شعبان، 1434 هـ بحضور أمير منطقة مكة المكرمة الأمير خالد الفيصل.

## الموقع والوصف
يقع الجامع في حي النسيم بمكة المكرمة.

## أقسام الجامع
يتميز بناء الجامع بعمارة مملوكية الطراز، تزينت جدرانه بزخارف مملوكية بديعة، حيث تقف شامخة قبة واحدة كبيرة يبلغ قطرها (13.20) متراً وبارتفاع (43) متراً من المنسوب الأرضي، وكذلك أربع قباب متوسطة يبلغ قطر كل منها (7) أمتار وبارتفاع (34) متراً من المنسوب الأرضي، بالإضافة إلى قبتان صغيرتان يبلغ قطر كل منها (4.50) أمتار وبارتفاع (14) متراً من المنسوب الأرضي، وللجامع منارتان كبيرتان يبلغ ارتفاع المنارة الواحدة (68) متراً، ويحتوي على مصلى للرجال مكوّ ن من ثلاثة أدوار ومصلى النساء مكوّن من دورين.
يتميز الجامع باستخدام نظم تقنية التحكم الإلكتروني الشامل لجميع الوحدات المركزية والتشغيلية والمجهّزة بمراقبة كل مرافق الجامع والمحافظة عليها ولذلك:
1- يعمل النظام الصوتي وفق أحدث المعايير والبرامج المتخصصة، حيث يتم التحكم بمستوى البث الصوتي من خلال نظام صوتي متطور.
2- الجامع مجهّز بنظام ترجمة فورية لست لغات مختلفة بالإضافة إلى لغة الإشارة للصم.
3- الإنارة والتكييف يعملان آلياً بنظام تحكم خاص.
4- محطة تحلية لمياه الآبار، لتوفير مياه صالحة للشرب والوضوء.
5- دورات المياه وأماكن الوضوء مجهّزة بأحدث الخلاطات، كما أنشئت محطة معالجة مياه الوضوء وإعادة استخدامها في صناديق الطرد والري.
6- نظام المراقبة شامل لكافة أجزاء الجامع ومرافقه وملحقاته بواسطة نظام تصوير مركزي.
7- جهزت التمديدات اللازمة للبث التلفزيوني المباشر والبث الفضائي من مختلف مواقع الجامع.
8- تم إنشاء نظام البث الداخلي لنقل المحاضرات والبرامج والإعلانات
9- يوفر الجامع خدمة تسجيل الخطب والمحاضرات والصلوات ورفعها مباشرة على مواقع التواصل الاجتماعي.
10- تحوي قناة اليوتيوب للجامع جميع الدروس والمناشط التي تقام فيه وتبث مباشرة عبر الإنترنت، وتؤرشف هذه المواد تلقائيًا على القناة. 

## أئمة ومؤذني جامع الراجحي بمكة
يتناوب على إمامة الجامع مجموعة من الأئمة وهم : الشيخ د.عبد العزيز الفايز والشيخ د.خالد الراجحي والشيخ محمد مشافي والشيخ بدرالسلمي.
أما المؤذنون فهم : المؤذن أسامة باخذلق والمؤذن سعيد آل زهير